# Sadlno (gmina w województwie wrocławskim)
Sadlno (początkowo Zadziele) – dawna gmina wiejska istniejąca w latach 1945–1954 w woj. wrocławskim (dzisiejsze woj. dolnośląskie). Siedzibą władz gminy było Sadlno (obecnie część Ząbkowic Śląskich).
Gmina Zadziele powstała po II wojnie światowej na terenie tzw. Ziem Odzyskanych (tzw. II okręg administracyjny – Dolny Śląsk). 28 czerwca 1946 gmina – jako jednostka administracyjna powiatu ząbkowickiego – weszła w skład nowo utworzonego woj. wrocławskiego.
Według stanu z 1 lipca 1952 gmina Sadlno składała się z 10 gromad: Braszowice, Grochowa, Grochowiska, Niedźwiednik, Pawłowice, Sadlno, Sieroszów, Stolec, Strąkowa i Tarnów. Gmina została zniesiona 29 września 1954 wraz z reformą wprowadzającą gromady w miejsce gmin. Jednostki nie przywrócono 1 stycznia 1973 wraz z kolejną reformą reaktywującą gminy.